# 弗蘭克福鎮區 (新澤西州)
弗蘭克福鎮區（英語：Frankford Township）是位於美國新澤西州蘇塞克斯縣的一個鎮區。

## 地方資料
弗蘭克福鎮區的面積為91.42平方千米，當中陸地面積為87.74平方千米，而水域面積為3.68平方千米。根據2020年美國人口普查的數據，當地共有人口5302人，而人口密度為每平方千米58人。